# Мартін Ерат
Мартін Ерат (чеськ. Martin Erat; 28 серпня 1981, м. Тршебич, Чехія) — чеський хокеїст, лівий нападник.
Вихованець хокейної школи «Горацка Славія» (Тршебич). Виступав за ХК «Злін», «Саскатун Блейдс» (ЗХЛ), «Ред-Дір Ребелс» (ЗХЛ), «Нашвілл Предаторс», «Мілвокі Адміралс» (АХЛ), «Вашингтон Кепіталс», «Аризона Койотс», «Авангард» (Омськ), «Комета» (Брно).
В чемпіонатах НХЛ — 881 матч (176+369), у турнірах Кубка Стенлі — 50 матчів (8+15).
У складі національної збірної Чехії учасник зимових Олімпійських ігор 2006, 2010 і 2014 (18 матчів, 2+2), учасник чемпіонатів світу 2006, 2008, 2012 і 2015 (31 матч, 9+13), учасник EHT 2005 і 2015 (8 матчів, 1+2). У складі молодіжної збірної Чехії учасник чемпіонату світу 2001. У складі юніорської збірної Чехії учасник чемпіонату світу 1999.
Досягнення
- Бронзовий призер зимових Олімпійських ігор (2006)
- Срібний призер (2012), бронзовий призер (2006)
- Переможець молодіжного чемпіонату світу (2001)
- Чемпіон ЗХЛ (2001)